# Лимина
Лимина (итал. Limina) — коммуна в Италии, располагается в регионе Сицилия, в провинции Мессина.
Население составляет 1006 человек (2008 г.), плотность населения составляет 112 чел./км². Занимает площадь 9 км². Почтовый индекс — 98030. Телефонный код — 0942.
Покровителем коммуны почитается святой Себастьян, празднование в первое воскресение после 20 января.

## Демография
Динамика населения:

## Администрация коммуны
- Официальный сайт: http://www.comune.limina.me.it/